# Otto Hehner
Otto Hehner, né le 25 novembre 1853 à Bad Marienberg (Westerwald) et mort le 9 septembre 1924 à Barberton (Afrique du Sud), est un chimiste britannique d'origine allemande.
Il est le pionnier des études sur les aliments et de leur transformation.

## Biographie
Fils d'un juge à la cour d'appel de Wiesbaden, membre de la Chemical Society dès 1876, travaillant sur la chimie analytique, il mène des études sur les acides gras. Il officie au St Thomas' Hospital de Londres et est second chimiste du Laboratoire Khedivial au Caire et fait de nombreuses expériences sur le potasse, le borax ou encore la diminution de l'acidité du lait.
Il est Président de la Society for Analytical Chemistry en 1891-1892.
Le nombre Hehner ou valeur Hehner, une unité de diminution de dimension crée en 1909 pour désigner un pourcentage de dissolution, a été nommé en son honneur.
Il meurt de la malaria en Afrique du Sud.